# Opel Insignia B
L'Opel Insignia B est un modèle de voiture d'Opel Automobile GmbH de Rüsselsheim am Main. Elle est considérée comme appartenant à la catégorie familiale routière et lors de son lancement sur le marché le 20 février 2017, elle était vendue à des prix commençant à 25 590 €; le Sports Tourer dans la version de base Business Edition coûtait 1 100 € de plus. L'Insignia B est le dernier modèle d'Opel développé au sein du groupe General Motors (GM) et proposé dans le monde entier par leur intermédiaire. En juillet 2022, il a été annoncé qu'Opel cesserait de produire l'Insignia à la fin de l'année. Un modèle successeur électrique est attendu à partir de 2024,.

## Historique du modèle

### Général
Le véhicule a été présenté pour la première fois en tant que coupé quatre portes Grand Sport et break Sports Tourer au Salon international de l'automobile de Genève en mars 2017; il a atteint les concessionnaires le 26 juin 2017. Le modèle est le successeur de l'Insignia A et n'était plus vendu en tant que berline tricorps.

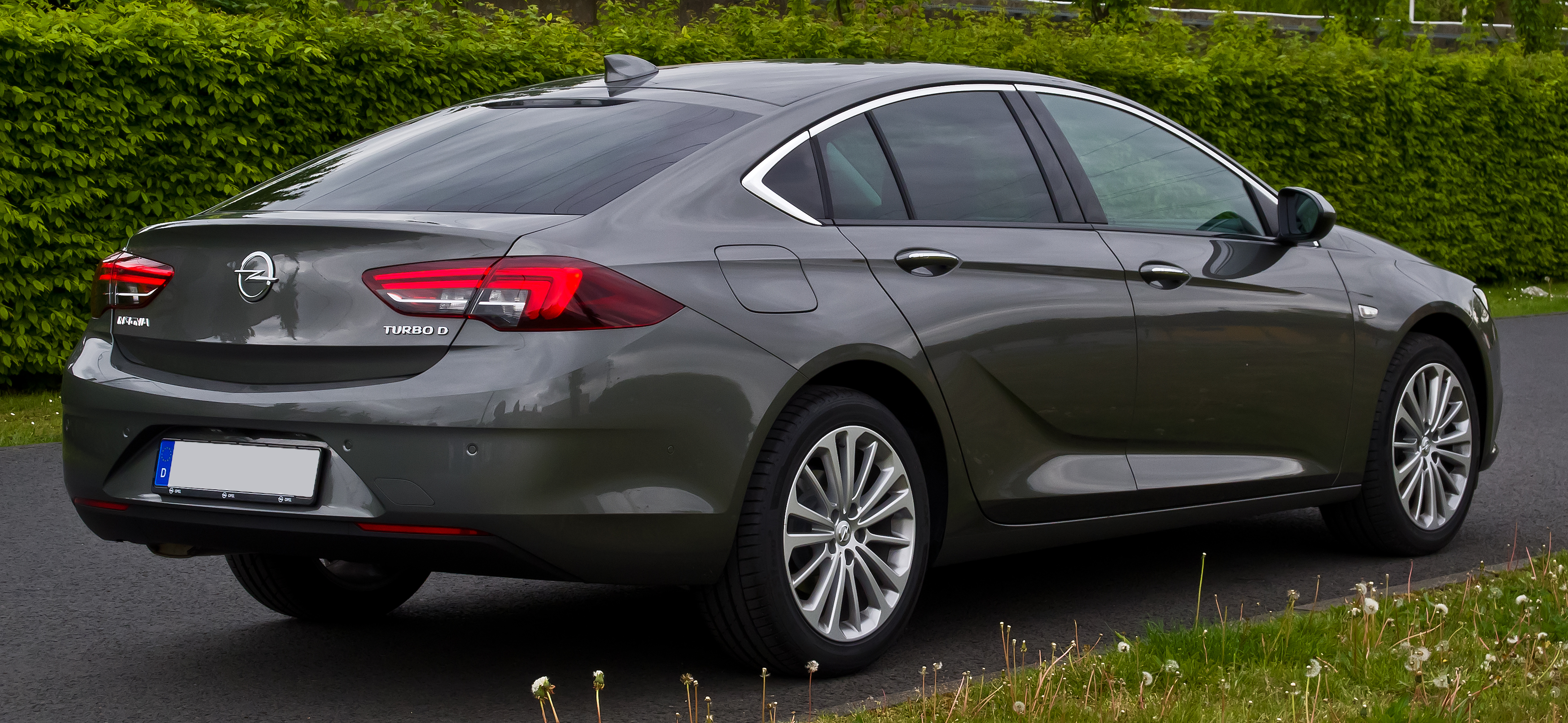
Vue arrière
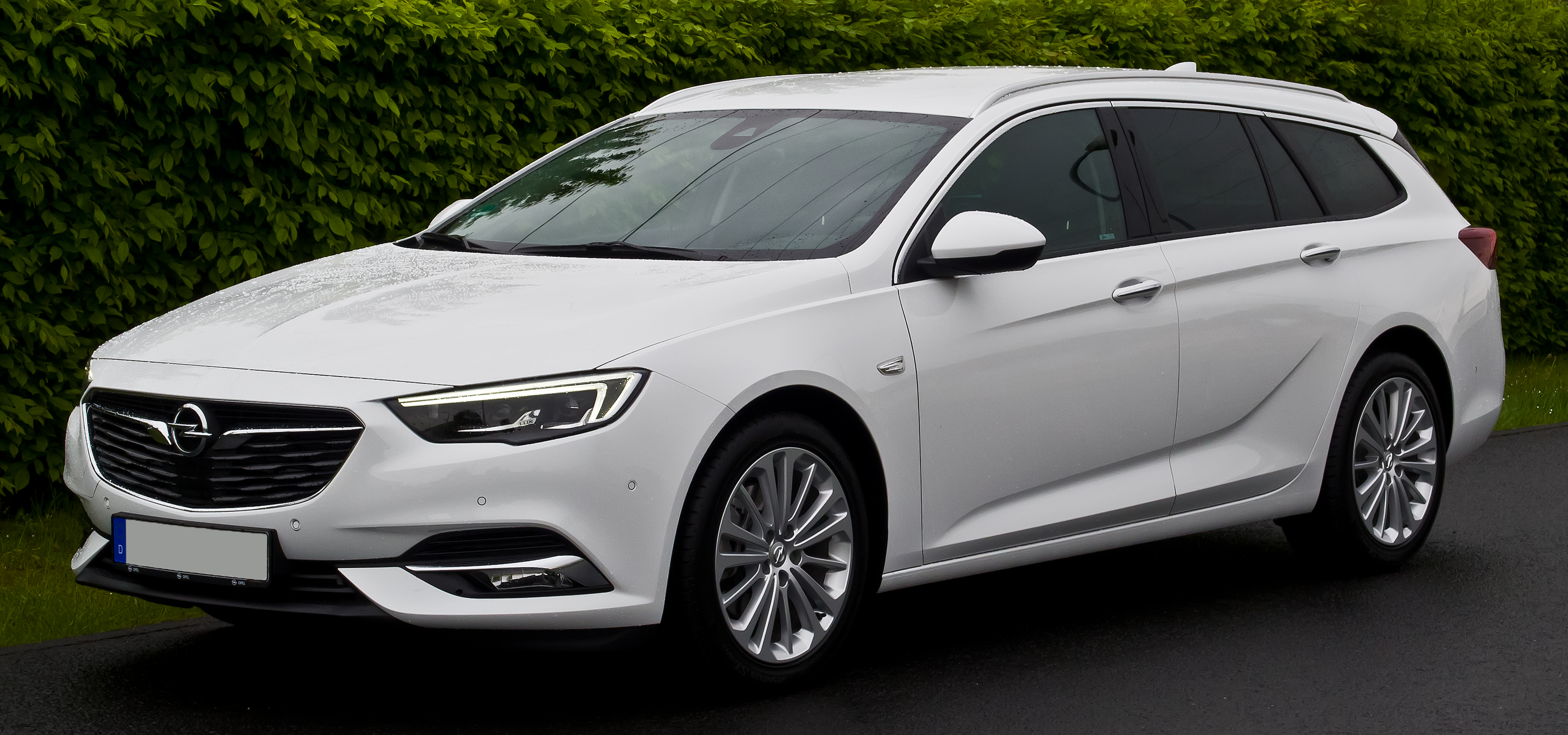
Opel Insignia Sports Tourer (2017–2020)
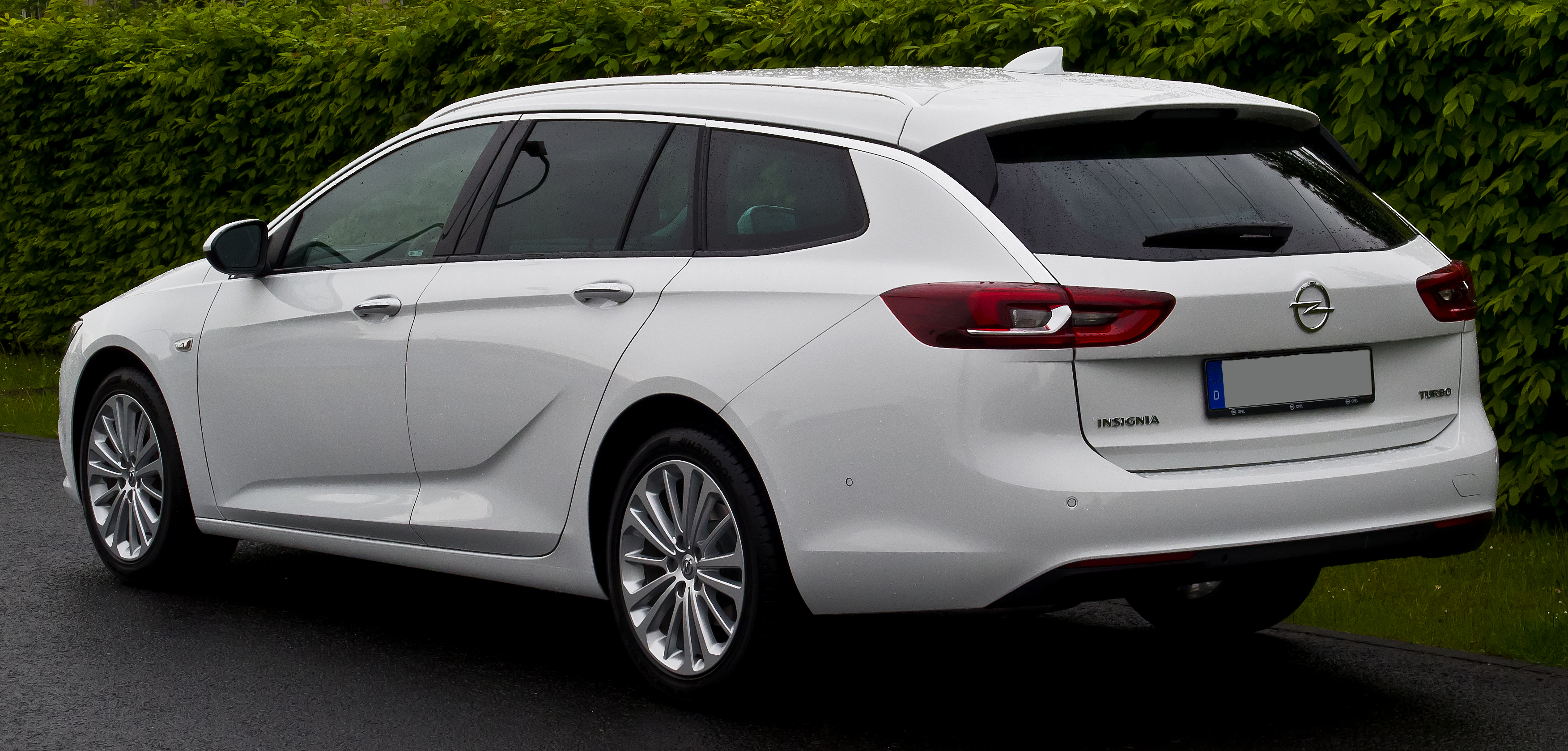
Sports Tourer, vue arrière

### Modèles de septembre 2017 à janvier 2020
Comme pour le modèle précédent, il existait une version du break 25 mm plus haute avec protection anti-encastrement et commercialisée sous le nom de Country Tourer. Il a fait ses débuts en septembre 2017 au Salon de l'automobile de Francfort-sur-le-Main (IAA). L'Insignia GSi a également fait ses débuts à l'IAA, il s'agit d'une version sportive du véhicule proposée pour les deux variantes de moteur les plus puissantes à partir de décembre 2017. Un moteur V6, comme il fut le cas dans la prédécesseur, n'était plus disponible. La GSi dispose de tabliers spéciaux et est abaissée de 10 mm. Comme la GSi pesait 160 kg de moins que l'Insignia A OPC, de meilleurs temps ont été enregistrés au Nürburgring qu'avec l'OPC malgré une puissance moteur inférieure.

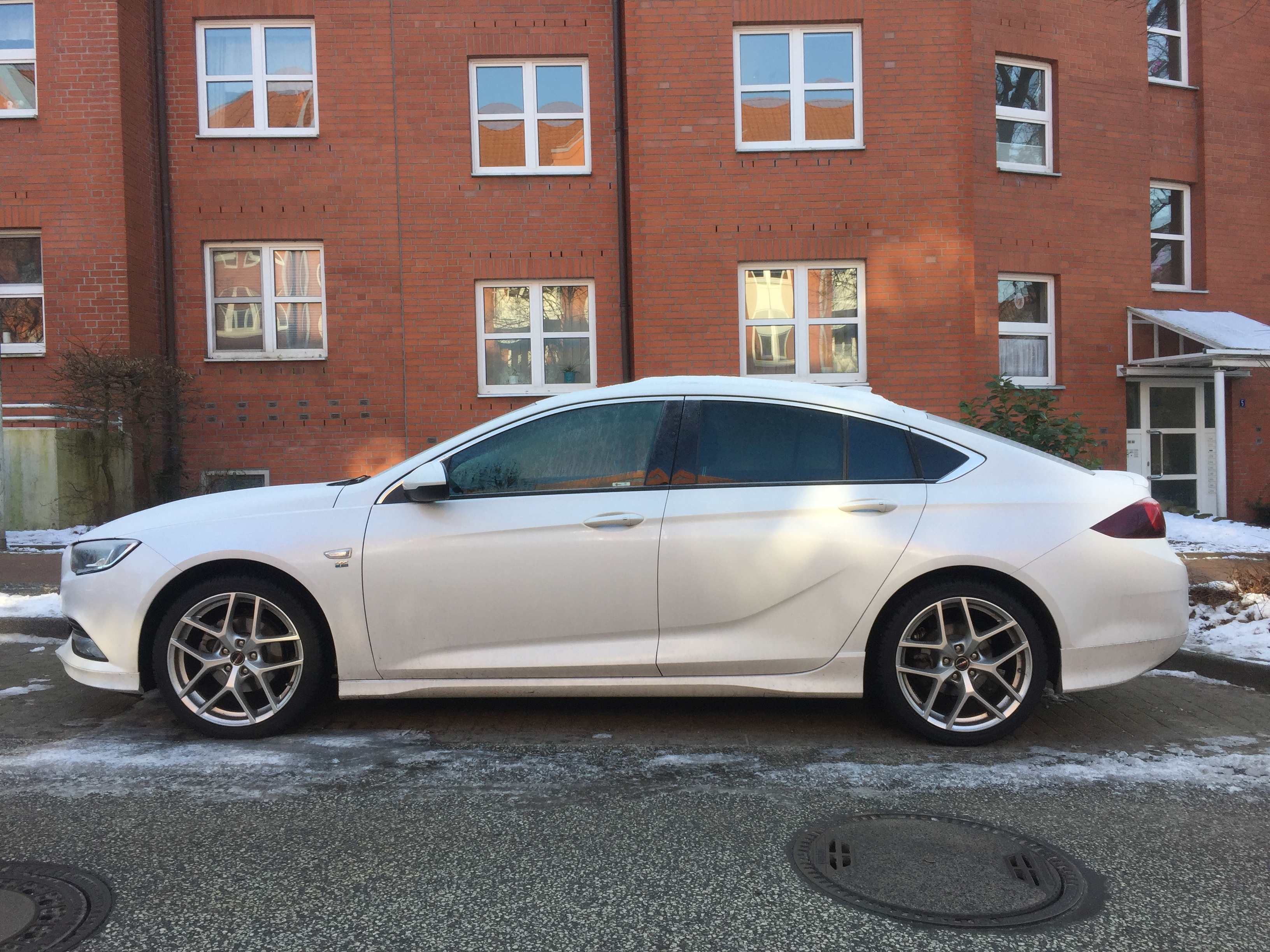
Insignia Turbo OPC Line
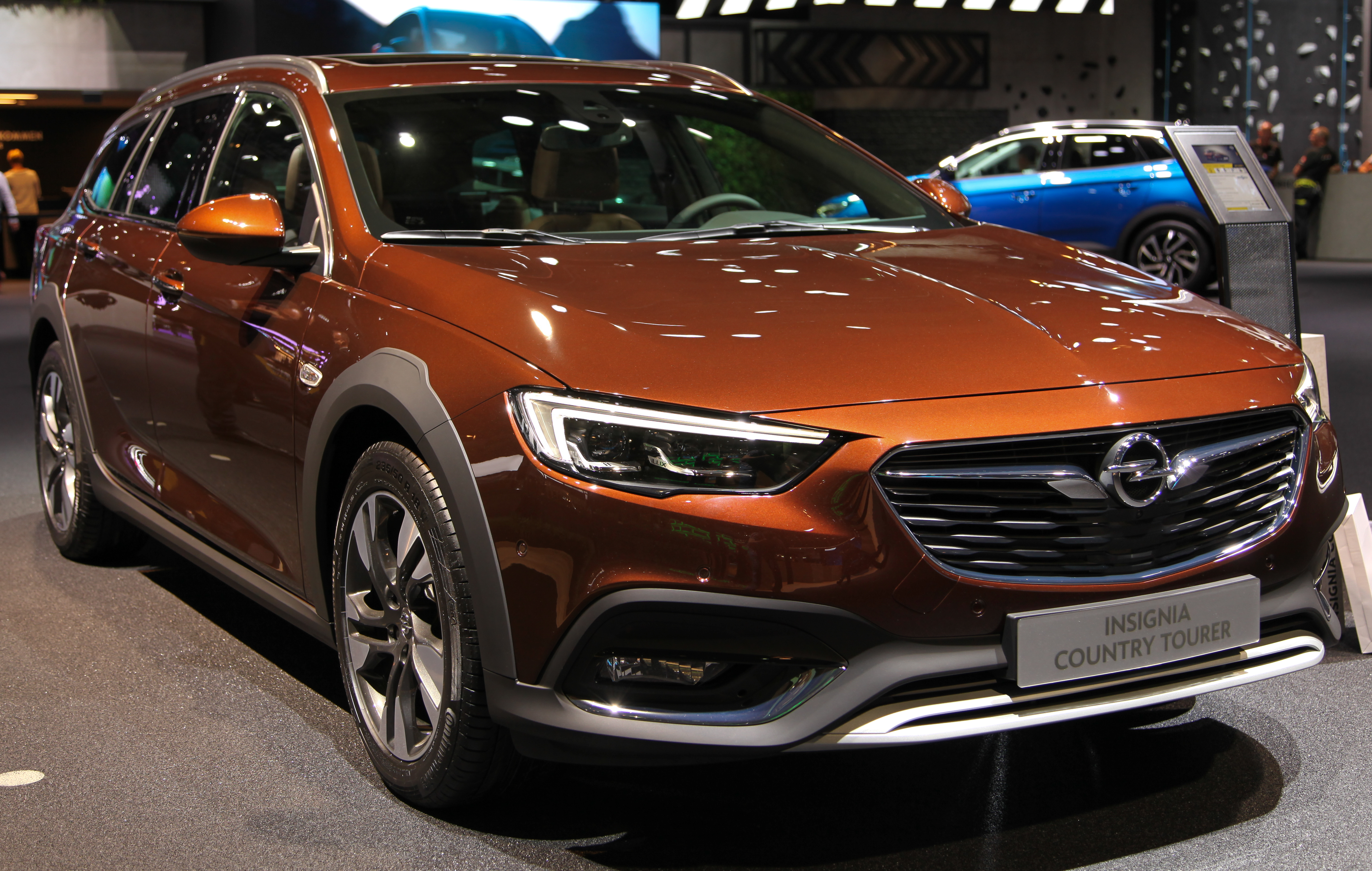
Insignia Country Tourer (2017–2020)
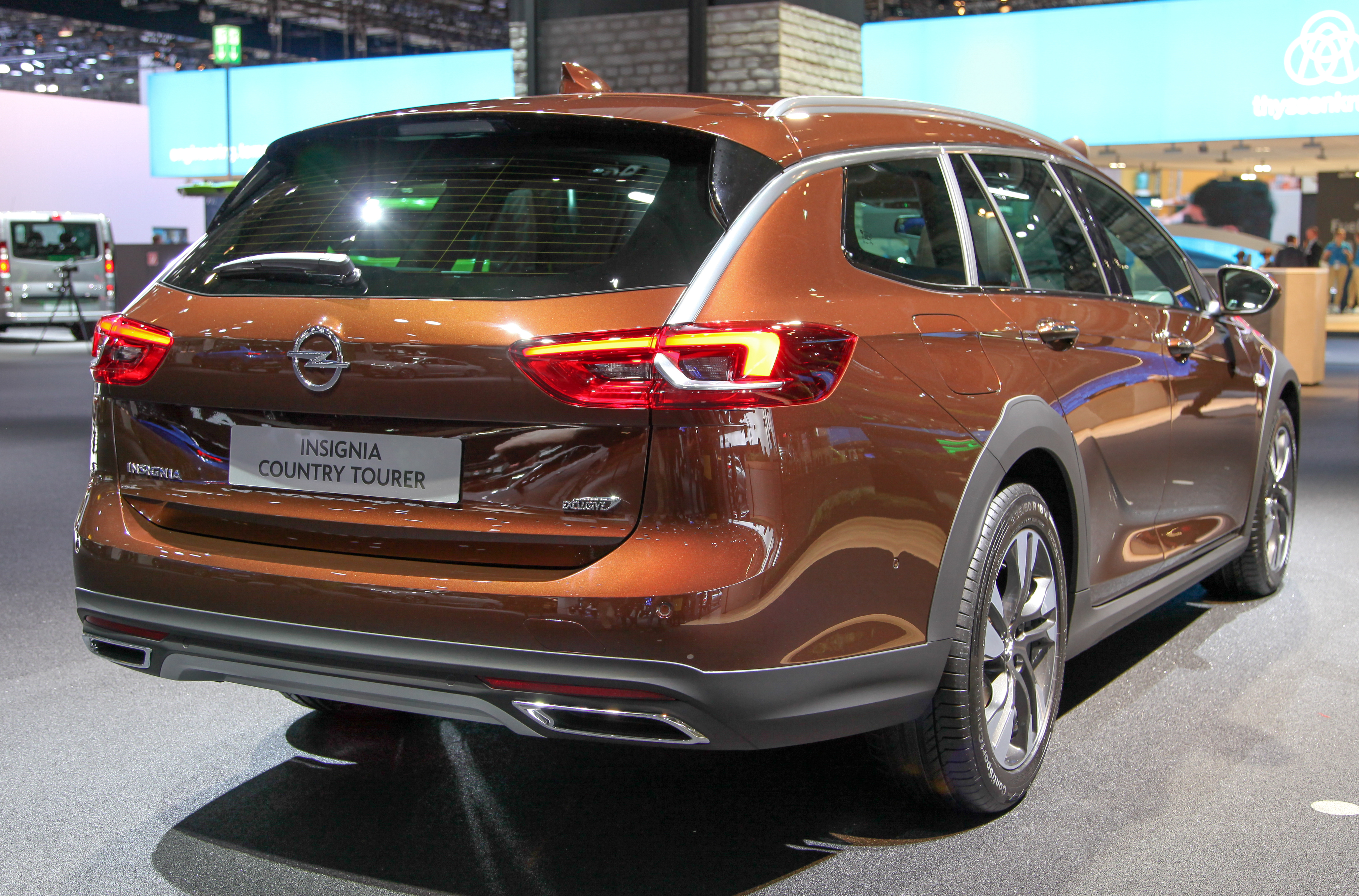
Country Tourer, vue arrière
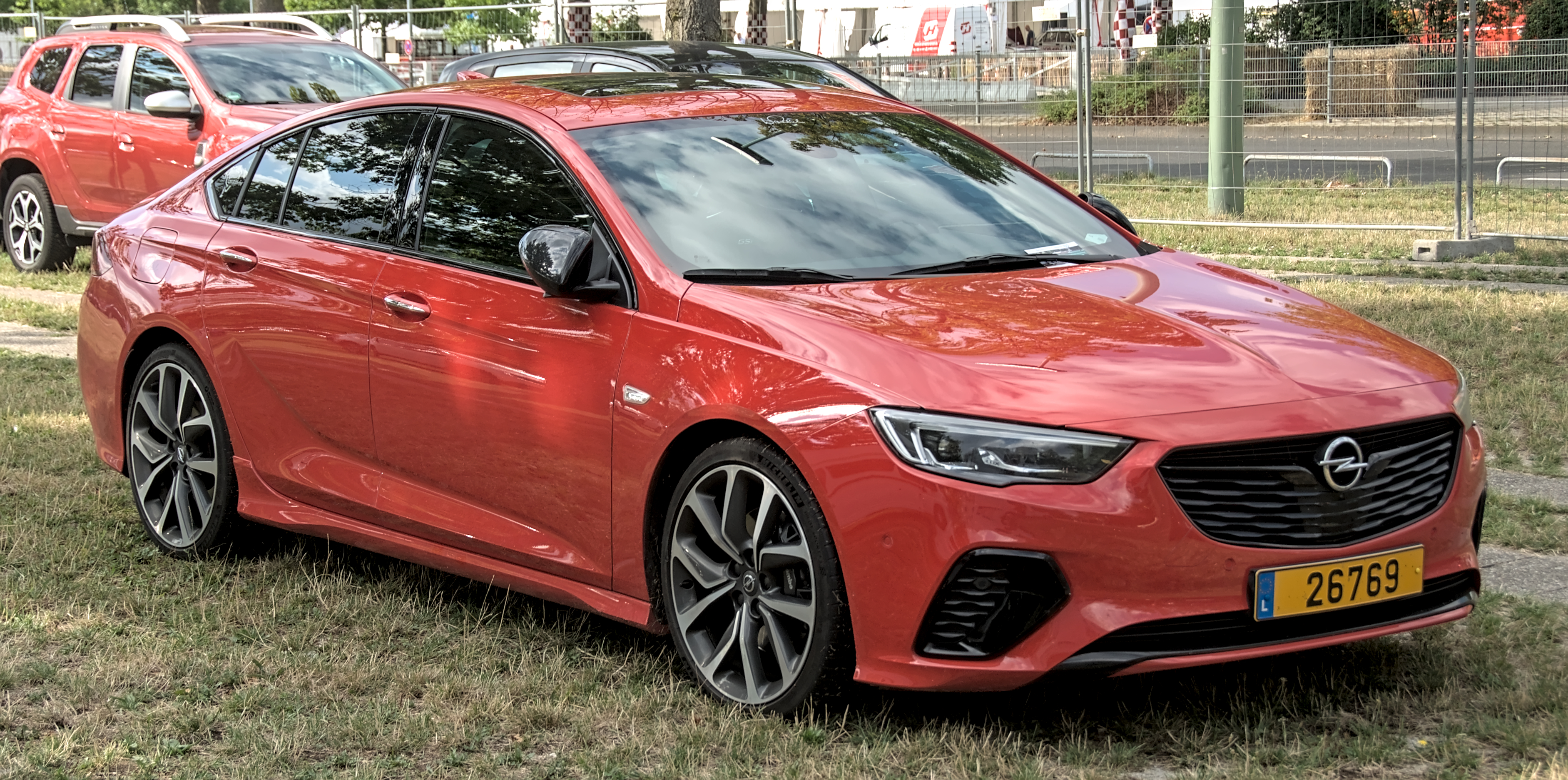
Insignia GSi
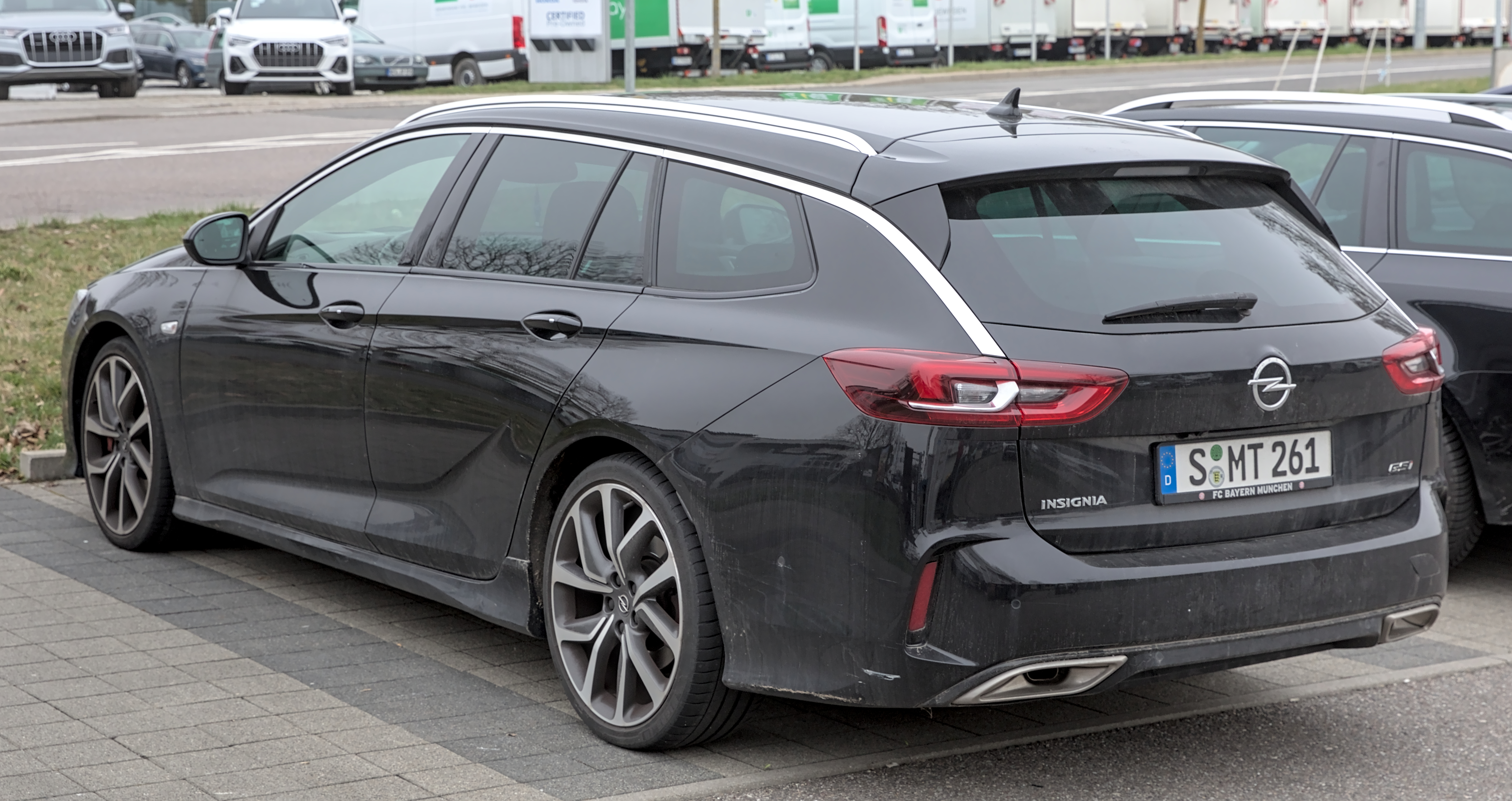
Insignia Sports Tourer GSi

### Lifting de 2020
Le 4 décembre 2019, Opel a présenté une version révisée de l'Insignia B. Le modèle a reçu une nouvelle face avant et de nouveaux phares, et l'extérieur de l'Insignia a adopté celui de la Corsa F. Le coefficient de traînée (cx) a été amélioré à 0,25 grâce à des panneaux de soubassement et à un volet de radiateur modifié. Rien n'a été changé à l'intérieur. Le modèle relifté était disponible à la commande à partir de février 2020. La lumière LED Pixel, disponible sur demande, dispose de 84 LED pour un contrôle plus précis de la lumière,.
Avec le lifting, il a également été annoncé que la variante Country Tourer serait abandonnée.

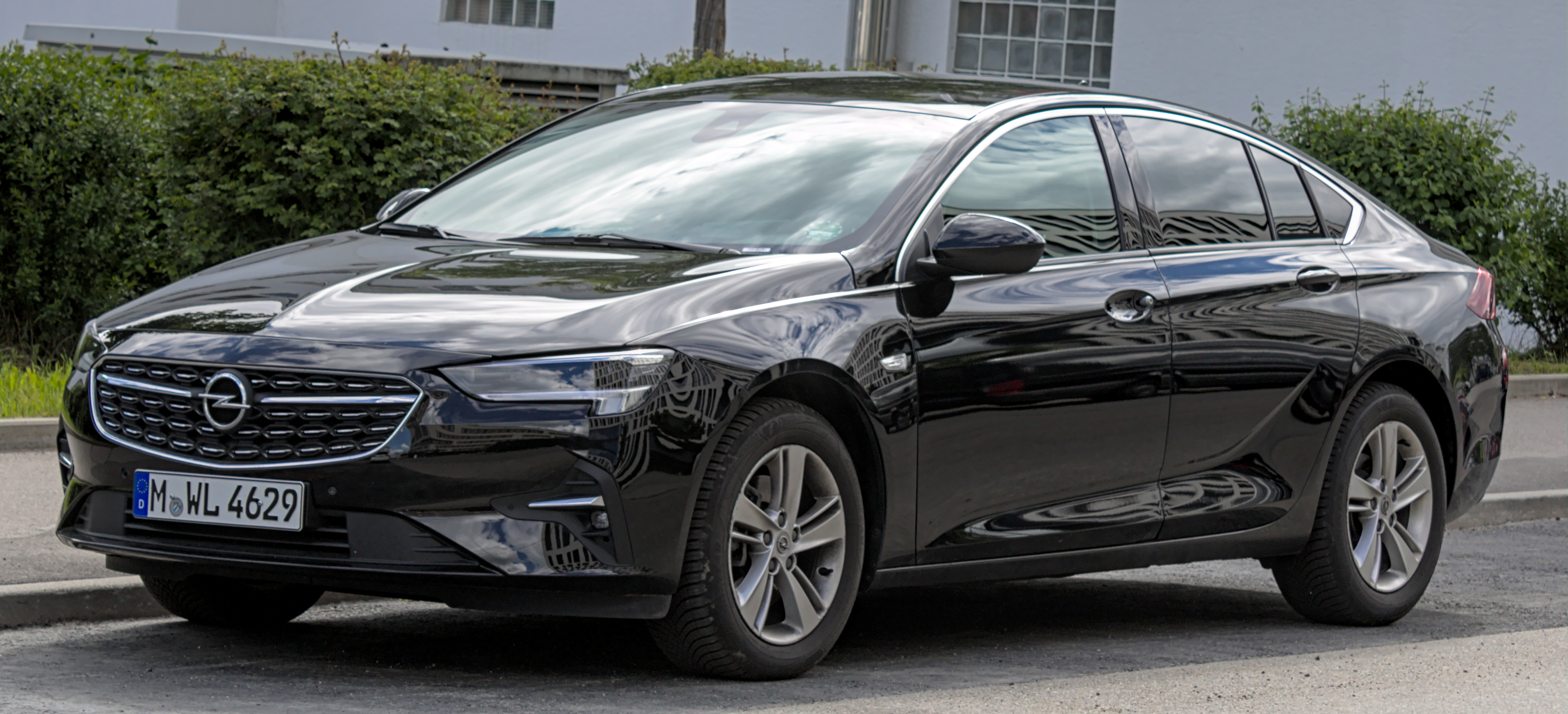
Opel Insignia Grand Sport (2020–2022)
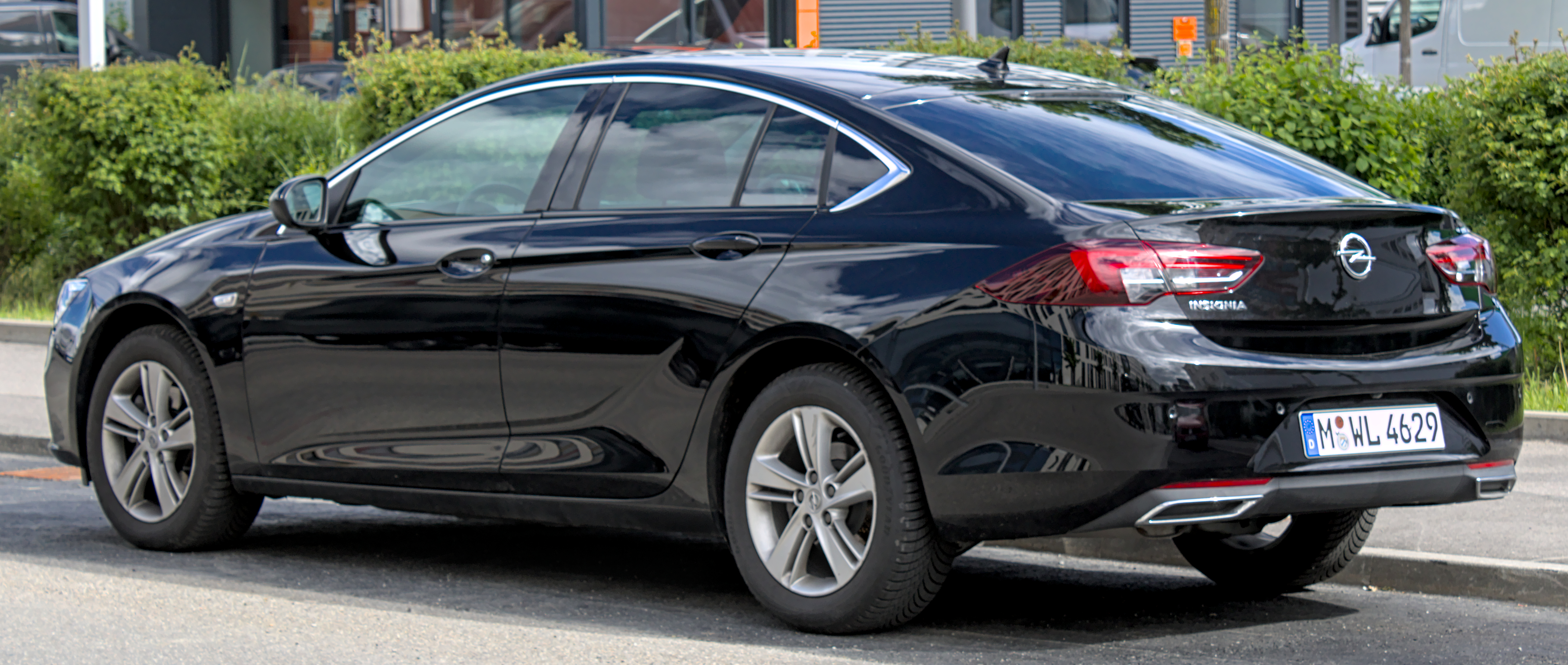
Grand Sport, vue arrière
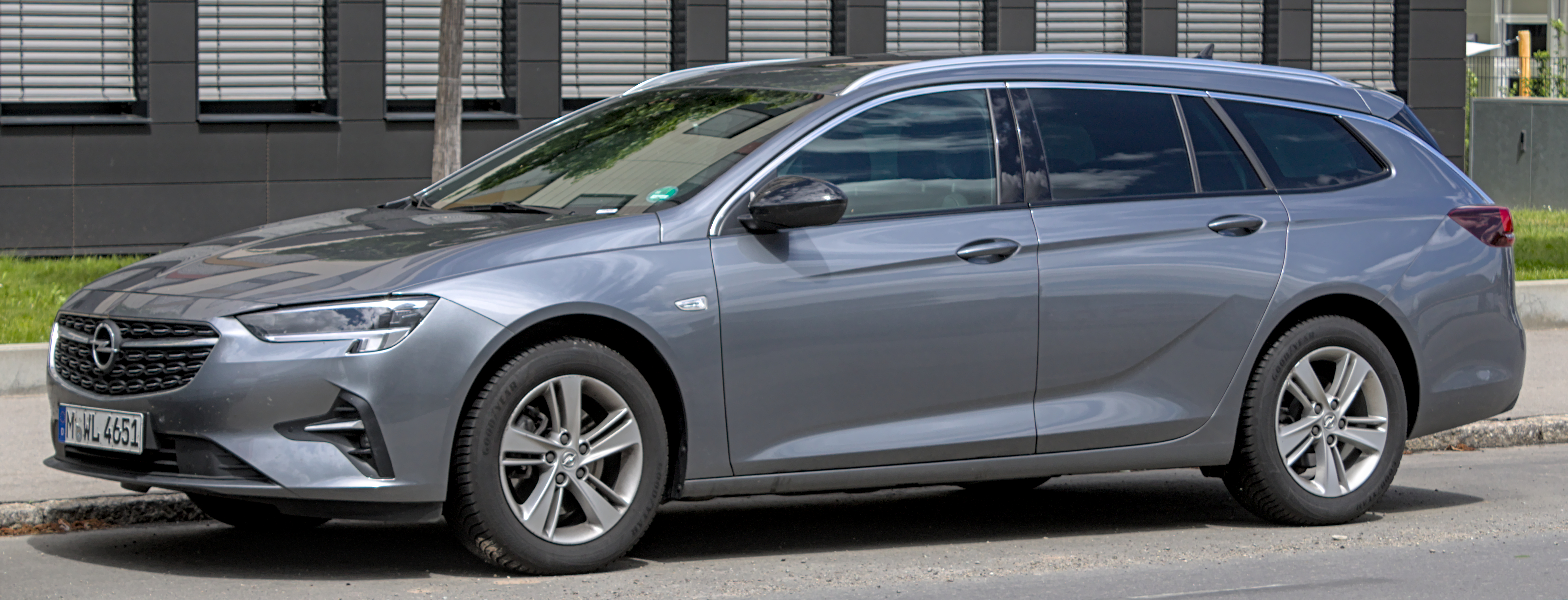
Opel Insignia Sports Tourer (2020–2022)
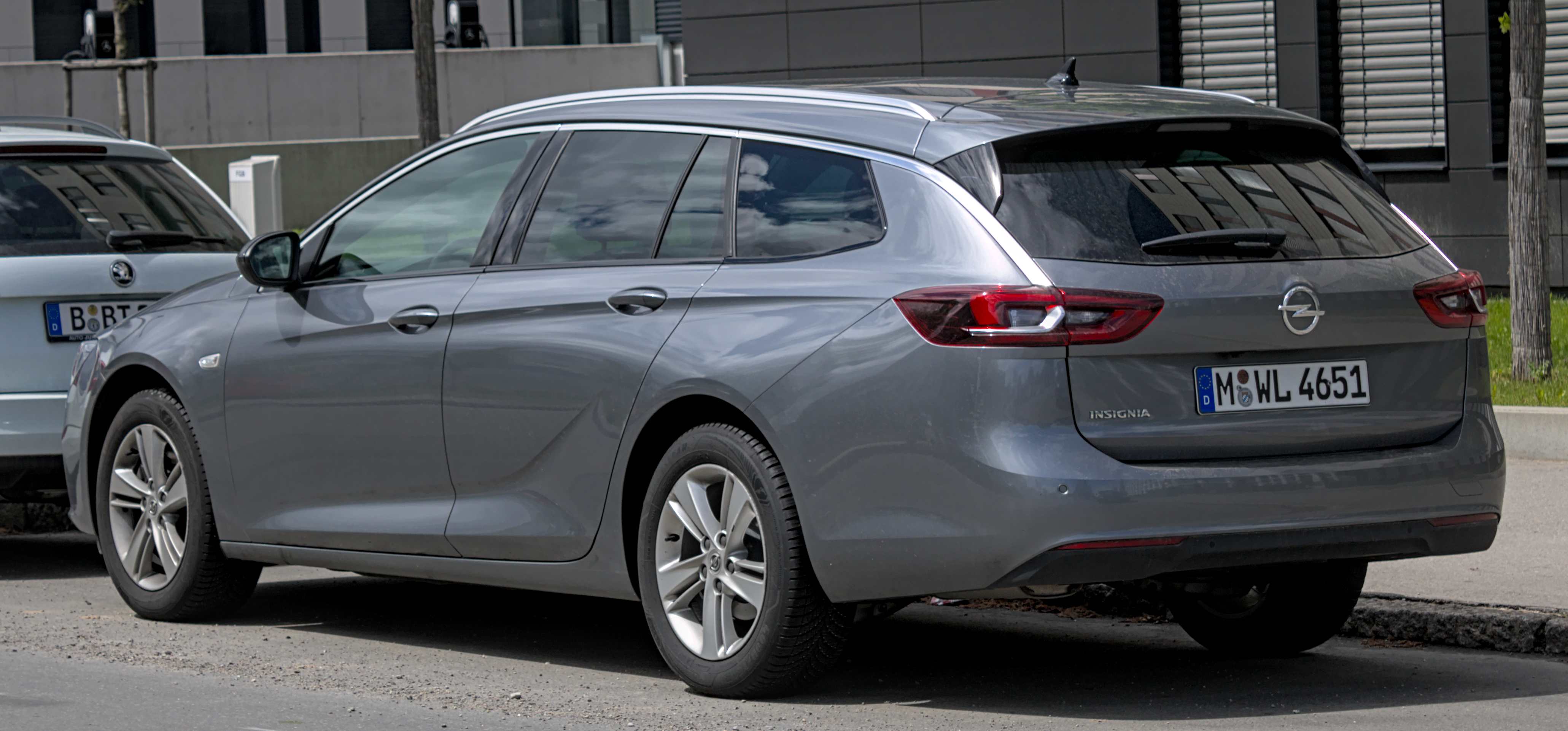
Sports Tourer, vue arrière

## Technologie
L'Insignia B est construite sur la plate-forme E2 de GM et pèse jusqu'à 200 kg de moins que sa prédécesseur. Certaines parties de la carrosserie sont en acier à haute résistance et le capot est en aluminium. Il est «actif», ce qui signifie qu'en cas de choc il remonte légèrement, ce qui contribue à la protection des piétons. Le coefficient de traînée (cx) de la berline est de 0,26.

### Châssis
Le véhicule est équipé d'un essieu multibras à l'arrière, de frein à disques ventilés tout autour et d'une direction à crémaillère à assistance électrique.

## Immatriculations
En Allemagne, 24 755 Insignia ont été nouvellement immatriculées en 2018, il y en avait 18 095 en 2019 et 10 738 véhicules de ce modèle en 2020.

## Autres noms de marque
Au Royaume-Uni, l'Insignia B était vendue sous la marque Vauxhall, et la Buick Regal proposée en Amérique du Nord et en Chine est également basée sur la deuxième génération de l'Insignia. Le break, appelé TourX dans ce cas, n'était proposé qu'avec une transmission intégrale. En Australie et en Nouvelle-Zélande, la berline et le break étaient vendus sous le nom de Holden Commodore à partir du printemps 2018, remplaçant le précédent modèle indépendant de Holden.

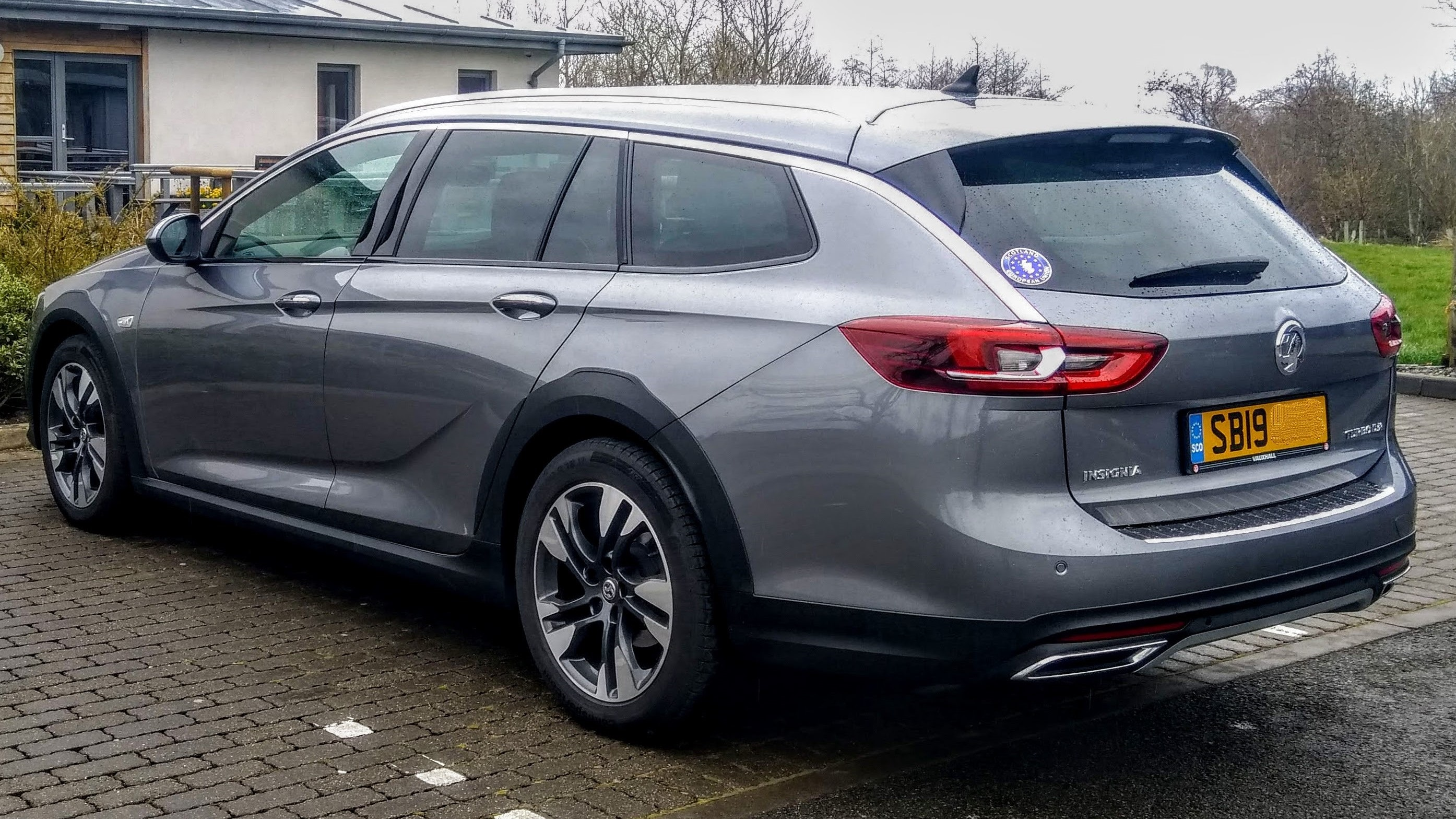
Royaume-Uni : Vauxhall Insignia (Country Tourer sur la photo)
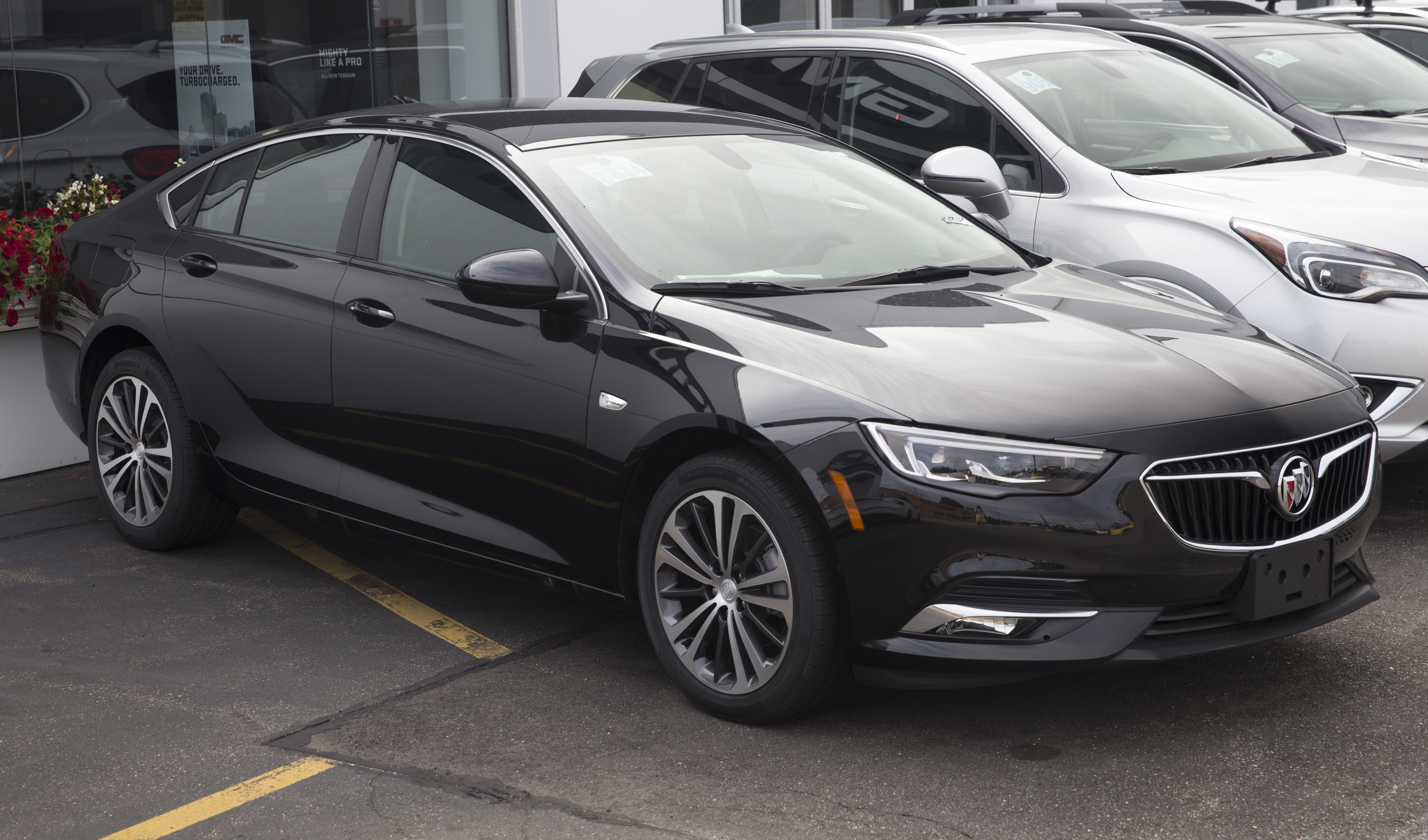
Amérique du Nord et Chine : Buick Regal
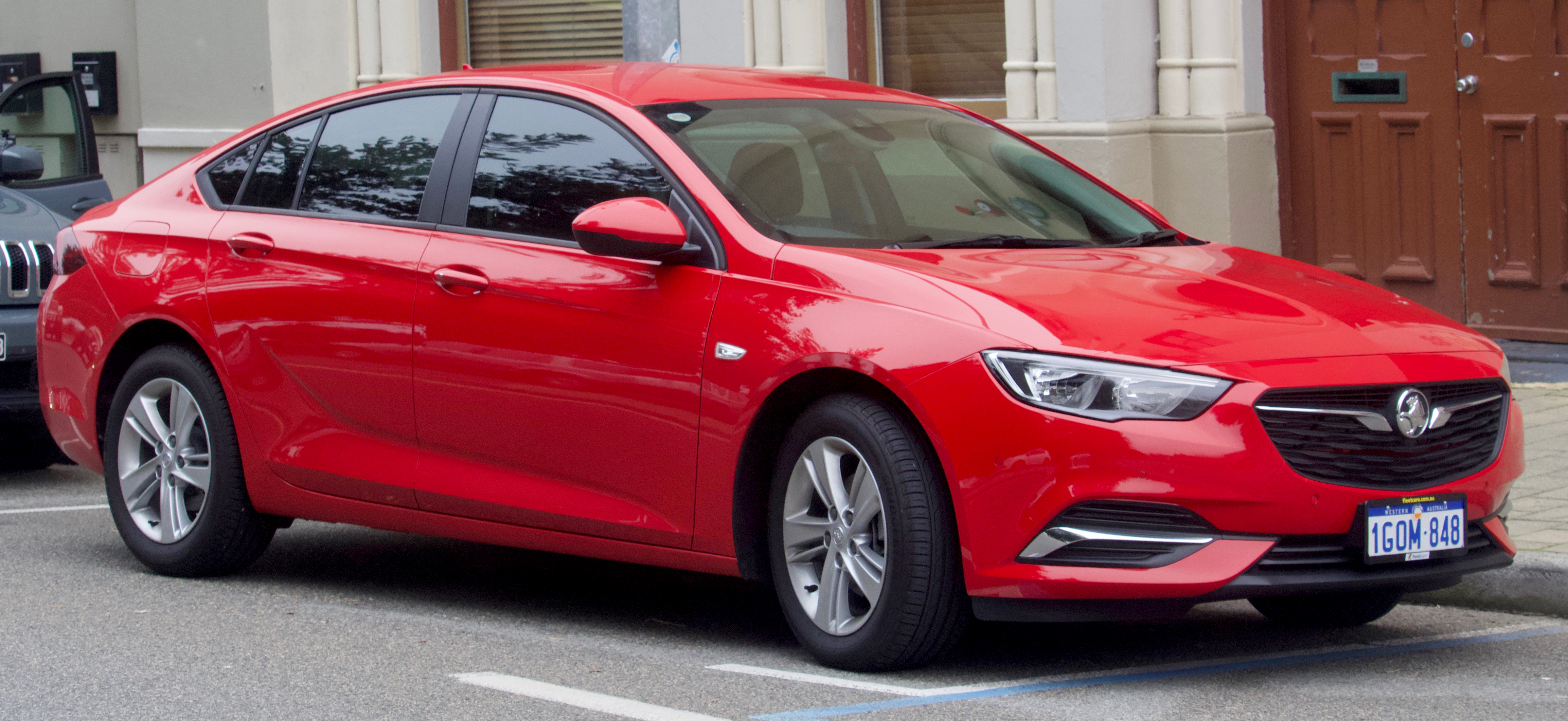
Australie et Nouvelle-Zélande : Holden Commodore